# 1803 w polityce

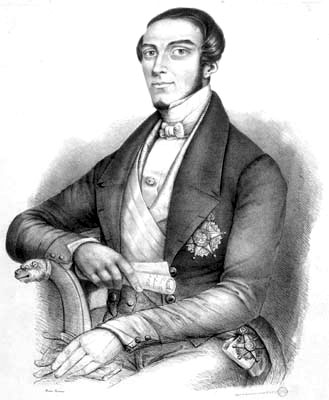
António Bernardo da Costa Cabral

Wydarzenia polityczne w 1803 roku.

## Wydarzenia
- 21 lutego Edward Despard został stracony za spisek na życie Jerzego III Hanowerskiego[1].
- 30 kwietnia - Zakup Luizjany: w Paryżu zostaje zawarta umowa na mocy której Francja sprzedaje Stanom Zjednoczonym kolonię Nowa Francja za kwotę 80 milionów franków[2].
- 12 maja - zerwanie relacji dyplomatycznych Wielkiej Brytanii z Francją - ambasador brytyjski opuścił Paryż[3].
- 16 maja - wybuch wojny III koalicji: brytyjski okręt ostrzelał francuską korwetę w Audierne[3].

## Urodzili się
- 9 maja António Bernardo da Costa Cabral, portugalski polityk[4].

## Zmarli
- 27 maja Ludwik I Parmeński, król Etrurii[5].
- 18 lipca Anna Maria Lubomirska, polska arystokratka[6].
- 14 października Herkules III d’Este, książę Modeny i Reggio[7].